# تاکاشی توکوهیرو
تاکاشی توکوهیرو (به انگلیسی: Takashi Tokuhiro) بازیکن فوتبال اهل ژاپن و عضو تیم ملی فوتبال ژاپن است که در تاریخ ۰۹ اکتبر ۱۹۵۵ میلادی اولین بازی ملی‌اش را انجام داد. او در ۱ بازی ملی حضور داشت و آخرین بازی ملی خود را در تاریخ ۹ اکتبر ۱۹۵۵ میلادی انجام داد. تاکاشی توکوهیرو در بازی‌های ملی‌اش
گلی به ثمر نرساند.